# Тяжёлые звёзды
«Тяжёлые звёзды» — книга бывшего министра внутренних дел России Анатолия Куликова о политических событиях 1990-х, вышедшая в московском издательстве «Война и мир букс» 2002 году.
Профессор Академии генерального штаба Вооружённых сил России С. А. Бартенев в своей рецензии писал: «Автор проводит и отстаивает свой взгляд, свою позицию и делает это достаточно убедительно и честно». Как отмечал Бартенев, книгу «отличают профессионализм и ответственность», называя её «весьма обстоятельной работой, которую можно назвать исследованием». Положительно оценивал книгу генерал-лейтенант внутренней службы Анатолий Пониделко.